# William Goldsmith

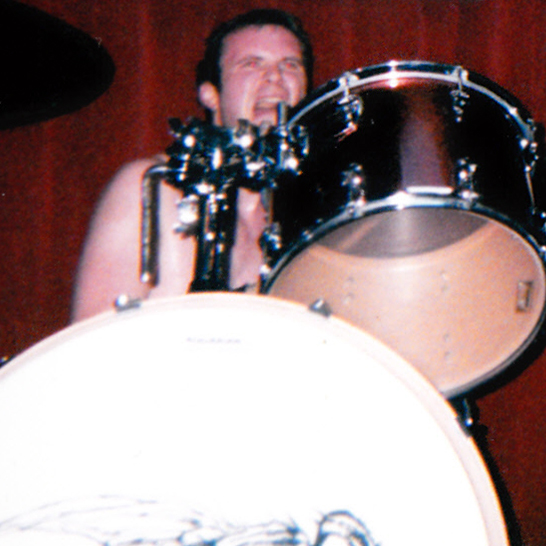
Goldsmith im Juni 2000

William Goldsmith (* 4. Juli 1972 in Seattle, Washington) ist ein US-amerikanischer Schlagzeuger, der als Drummer der Bands Sunny Day Real Estate und Foo Fighters bekannt wurde.

## Karriere
Goldsmith begann als Kind Schlagzeug zu spielen, frühe Einflüsse waren u. a. The Beatles, Led Zeppelin, Elvis Costello and the Attractions, Talking Heads und Keith Moon von The Who. Moon war neben John Lennon eines der Vorbilder Goldsmiths. Noch während seiner Schulzeit gründete er die Bands, Screaming Hormones und 13. Später gründete er mit seinem Freund Jeremy Enigk die Hardcore-Punk-Band Reason to Hate. Nach seinem Abschluss wurde er vom späteren Tupelo Honey-Schlagzeuger Greg Williamson eingeladen, in seiner Band Positive Greed zu spielen.
1992 wurde Goldsmith vom Bassisten Nate Mendel und vom Gitarristen Dan Hoerner eingeladen, in der Emocore-Band Sunny Day Real Estate zu spielen. Goldsmith nahm das Angebot an und nahm bis 1995 zwei Alben mit der Band auf. Nach der Auflösung Sunny Day Real Estates wurde Goldsmith von Dave Grohl, dem ehemaligen Schlagzeuger von Nirvana, eingeladen, in seiner Band Foo Fighters zu spielen.
Als Sunny Day Real Estate im Jahr 1997 wieder zusammenfanden, verließ Goldsmith die Foo Fighters. 1998 veröffentlichte er mit der Band das dritte Studioalbum How It Feels To Be Something On, auf das 2000 The Rising Tide folgte. 2001 löste sich die Band zum zweiten Mal auf.
1999 wirkte er an dem Replikants-Album Slickaphonics mit, ein Album, das auf Grund seiner Noise- und Jazzeinflüsse relativ wenig mit Goldsmiths anderen Bands gemeinsam hat.
2001 gründete Goldsmith zusammen mit seinen SDRE-Kollegen Jeremy Enigk und Nate Mendel die Band The Fire Theft. Die Gruppe wird als das Nachfolgeprojekt Sunny Day Real Estates gehandelt.
Bei der Reunion Sunny Day Real Estates im Jahr 2009 war Goldsmith ebenfalls anwesend. Nach der Wiedervereinigungstournee wurde 2010 neues Studiomaterial angekündigt.
Seit 2020 spielt William Goldsmith Schlagzeug bei Assertion, die 2021 ihr erstes Album veröffentlichten.